# Parcul din satul Bălăbănești
Parcul din satul Bălăbănești, raionul Criuleni, este amplasat pe o colină la sud-estul satului sus-numit. Are o suprafață de 5 ha și este situat la 25 km sud de orașul Criuleni și la aproximativ aceeași distanță de Chișinău. Se află în administrarea Întreprinderii agricole „Moldova”.
Este o arie protejată din Republica Moldova, reprezentând un monument de arhitectură peisagistică. Un fragment al parcului este înregistrat ca monument arhitectural de importanță națională în Registrul monumentelor Republicii Moldova ocrotite de stat cu nr. 249 (raionul Criuleni).

## Istoric
Satul Bălăbănești a fost întemeiat în anul 1825. Este situat pe o colină cu panta spre est. Pe o colină lângă sat, un boier pe nume Bălăban și-a construit un conac. Satul a avut mai multe denumiri de-a lungul timpului, până la urmă întorcându-se la numele boierului. Despre fondatorul și arhitectul parcului nu se pot face decât presupuneri. Se presupune că parcul a fost creat de un conte francez. Mai târziu, acesta a intrat în posesia unui boier rus numit Korsakov.
Parcul dendrologic din Bălăbănești a fost întemeiat la hotarul secolelor XIX și XX pe moșia satului, pe o coloană cu expoziție nordică. Parcul este relativ bogat în specii de arbori și arbuști, mulți din aceștia de origine străină. Inginerul P. Leontiev, vizitând parcul în anii 1960, a menționat că în parc sunt 44 de specii de plante lemnoase.
În prezent, din parc au dispărut majoritatea speciilor de arbuști plantați, cu excepția speciilor Rosa canina și Syringa vulgaris, iar cu timpul alți arbuști, autohtoni, au populat parcul, cu semințele aduse de cânt sau de păsări. Din arbori, se mai păstrează speciile Sophora japonica, Quercus imbricaria, Koelreuteria paniculata, Maclura aurantiaca, Pinus silvestris, Pinus strobus și altele. Lipsa de îngrijire a parcului a determinat ca acesta să se transforme în pădure, fiind invadat de plante autohtone.
Aleile s-au transformat în poteci sau au dispărut definitiv.

## Descriere
Lângă intrarea în parc este instalat un panou care definește statutul monumentului naturii; de asemenea, acolo a fost construită o cișmea. Parcul este străpuns de un drum cu pietriș, pe care circulă mașinile către pământurile sătenilor, deși circulația mașinilor prin parcurile protejate de stat ar trebui să fie interzisă. La intrarea în parc, pe ambele părți ale drumului, cresc doi platani din specia Acer pseudoplatanus. Pe partea stângă a drumului, de la intrare până la deal, a fost plantată o linie de Maclura (Maclura aurantiaca), iar pe partea dreaptă un rând de conifere. Din plantele sus-numite s-au conservat doar cinci exemplare de Maclura și două de Pinus sibirica. De la drumul principal se desprind două alei: prima, care duce spre fostul conac, este formată din sâmbovină (Celtis occidentalis), iar a doua, care duce spre sufragerie, este formată din conifere.
În timpul conducerii sovietice, în conac a fost amenajată conducerea colhozului sătesc, dar după ce acesta a fost transferat în alt loc, conacul a dispărut, lăsând în urmă o poiană, înconjurată de Acer platanoides, Sophora japonica, Acer campestre, Aesculus hippocastanum etc. Castanii (Aesculus hippocastanum) sunt relativ tineri, fiind sădiți către sfârșitul anilor 1970. De la poiană porneau în diferite direcții alei, care acum s-au transformat în poteci neîngrijite și nestrăbătute. În jurul poienii sunt concentrate specii de Quercus imbricaria, Koelreuteria paniculata, Celtis occidentalis, Fraxinus pennsylvanica, Syringa persica, Syringa vulgaris, Robinia pseudacacia, Morus alba, Acer negundo, Tilia tomentosa și câteva specii de conifere.

### Dendroflora

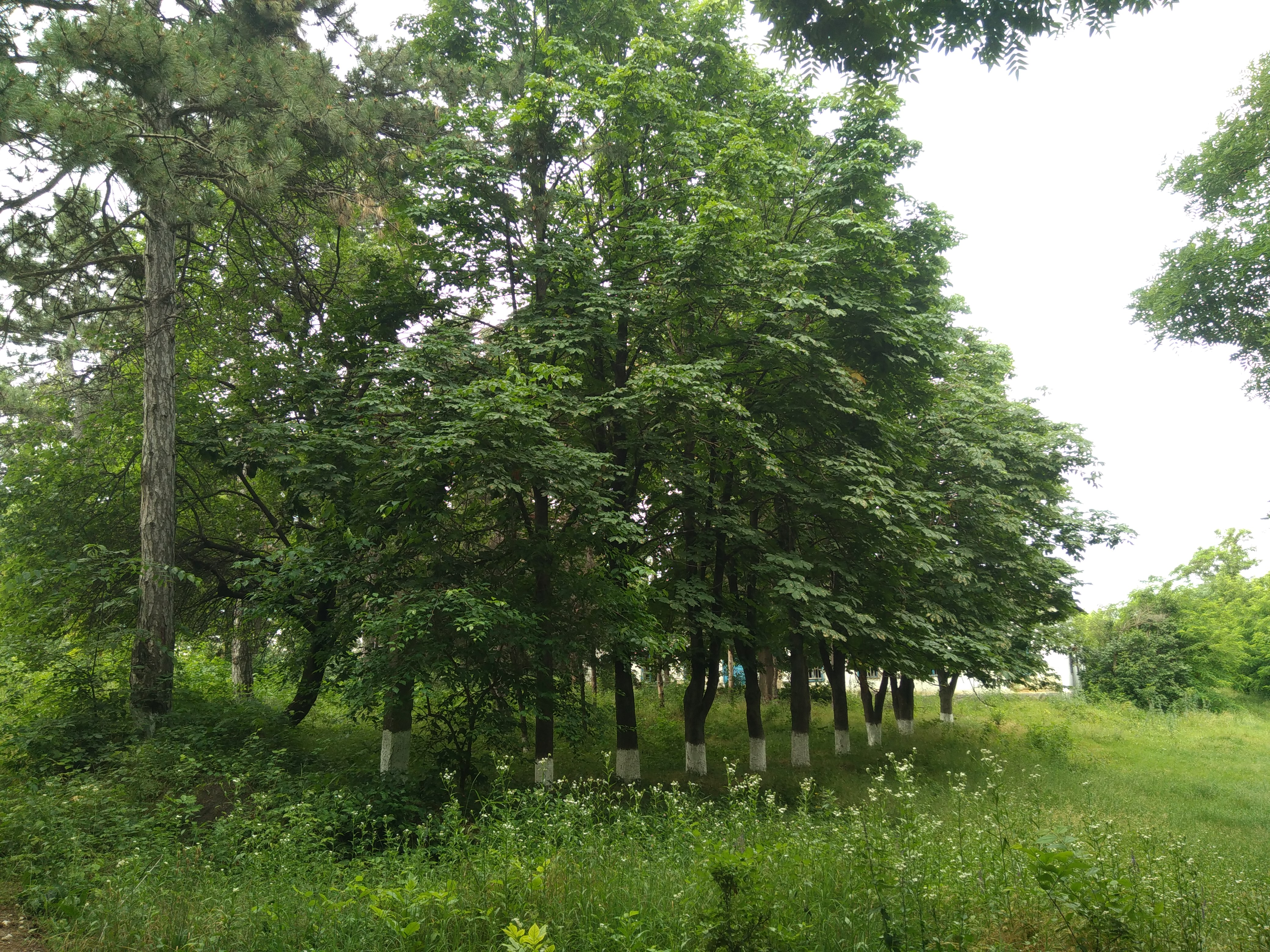
Castani lângă sufragerie

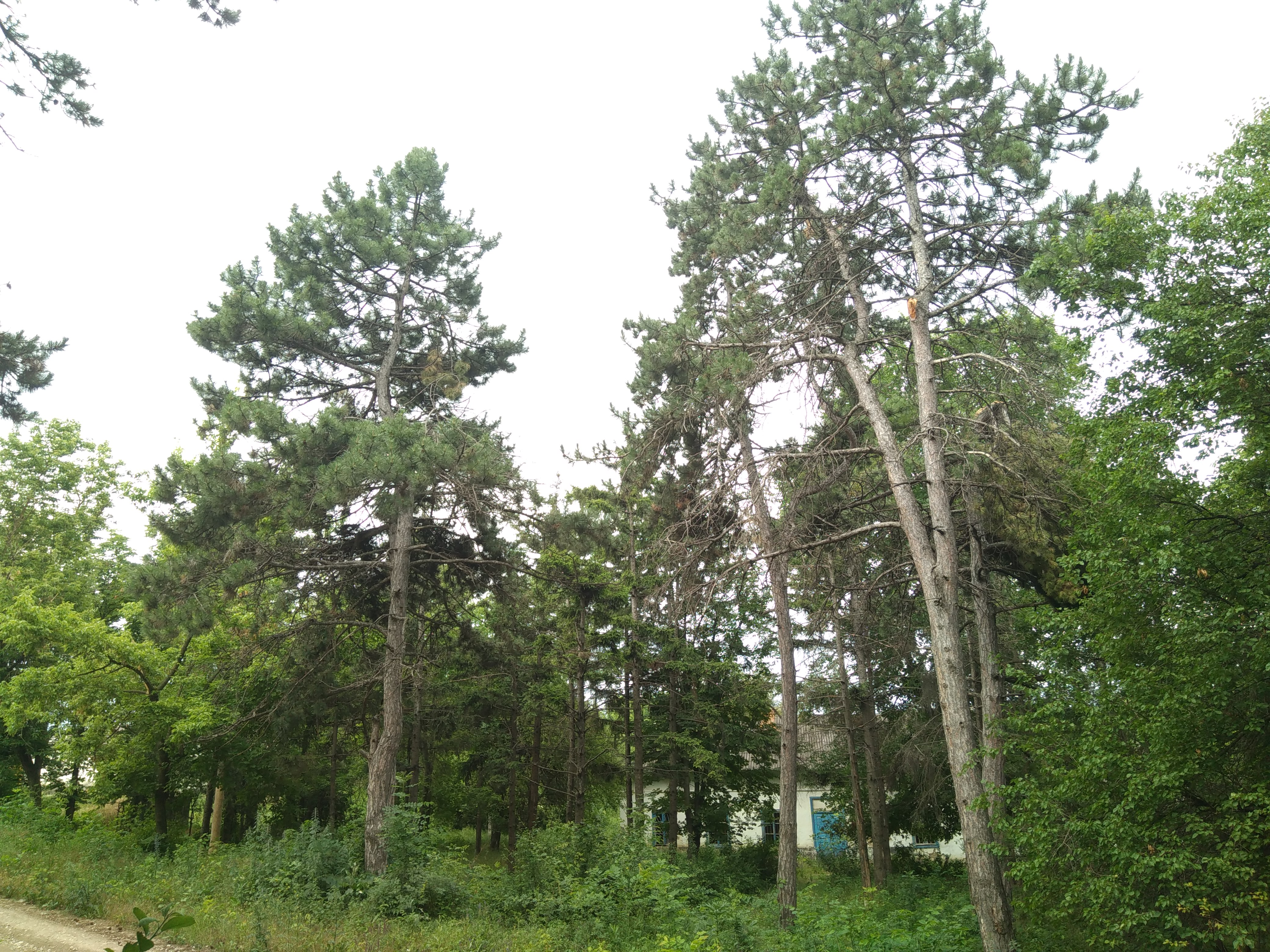
Conifere

Aproape toate speciile din parc sunt pe cale de dispariție, îmbătrânind înainte de timp. Unele specii de stejar, care în arealul lor obișnuit au o longevitate de peste un mileniu, sunt aproape totalmente uscați, la fel ca și unele specii de conifere, cu longevitatea de 400–600 de ani. În parc predomină frasinul obișnuit, care ocupă partea centrală a parcului din partea de jos a colinei.
Deja în anii 1960, conform notițelor lui Leontiev, structura compozițională originala a parcului nu mai putea fi restabilită. Au dispărut sau sunt pe cale de dispariție speciile Koelreuteria paniculata, Juniperus virginiana, Quercus imbricaria, Quercus alba, Sophora japonica, Maclura aurantiaca, Biota, Pinus sylvestris, Pinus nigra, Gymnocladus dioicus etc. O situație mai bună se prezintă la speciile de plante autohtone: Quercus robur, Quercus petraea, Fraxinus excelsior, Ulmus laevis ș.a.
Cele 30–40 de specii de arbori și arbuști decorativi ale parcului cuprind:
- conifere:
  - Biota orientalis
  - Pinus nigra
  - Pinus sylvestris
  - Pinus strobus
  - Pinus ponderosa
  - Picea excelsa
- plante cu flori:
  - Acer campestre
  - Acer negundo
  - Acer platanoides
  - Acer pseudoplatanus
  - Acer tataricum
  - Aesculus hippocastanum
  - Celtis occidentalis
  - Cerasus avium
  - Cotinus coggygria
  - Crataegus monogyna
  - Berberis vulgaris
  - Fraxinus excelsior
  - Fraxinus pennsylvanica
  - Gleditschia triacanthos
  - Ligustrum vulgare
  - Koelreuteria paniculata
  - Maclura aurantiaca
  - Morus alba
  - Pyrus elaeagrifolia
  - Populus alba
  - Quercus robur
  - Quercus petraea
  - Quercus alba
  - Quercus borealis
  - Robinia pseudacacia
  - Rosa canina
  - Sophora japonica
  - Syringa persica
  - Syringa vulgaris
  - Swida alba
  - Tilia cordata
  - Tilia tomentosa
  - Ulmus pumila
  - Ulmus laevis
  - Viburnum lantana

### Amenajare

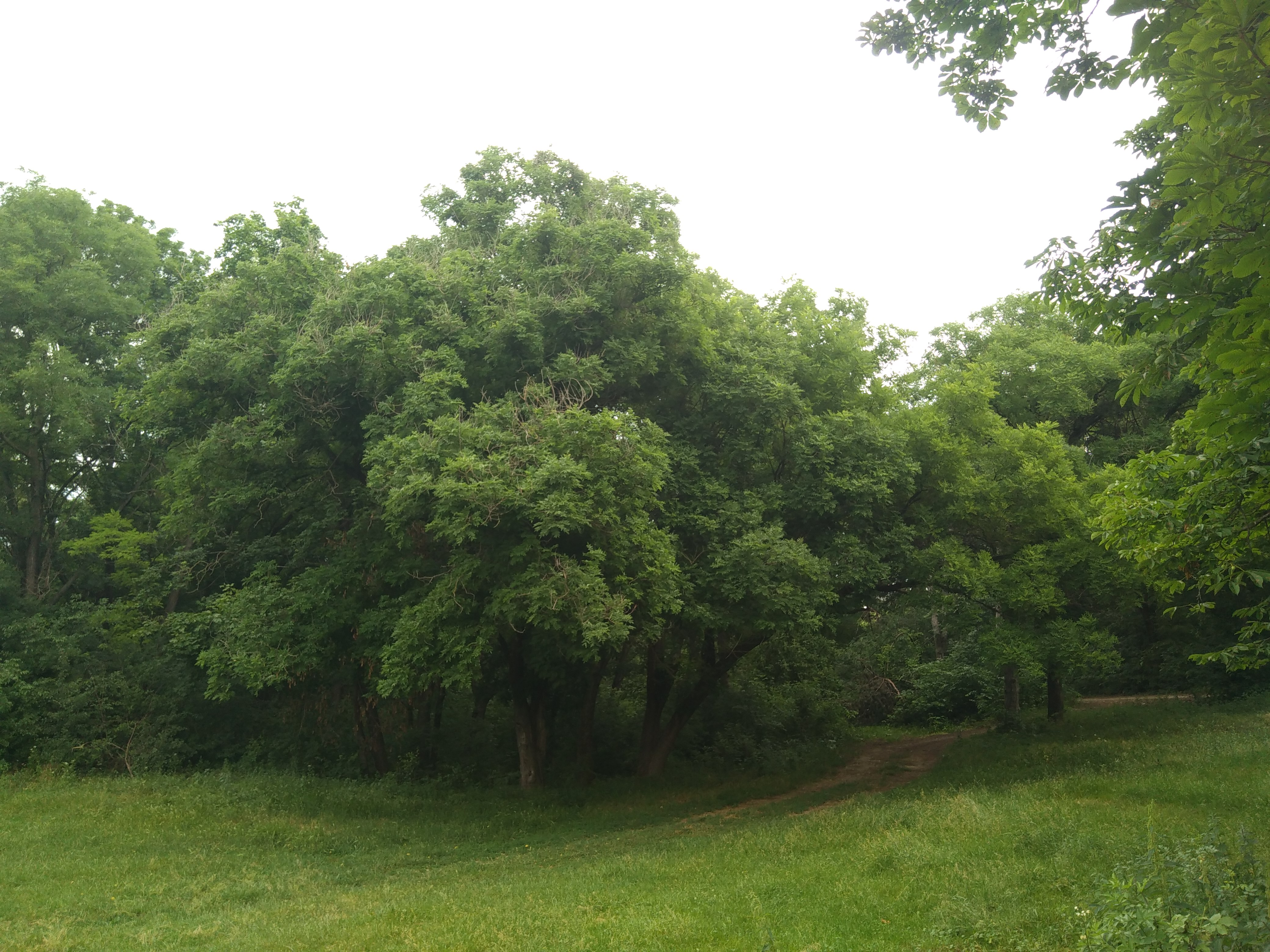
Poiana, locul în care era amplasat conacul boierului Bălăban

Componența dendrologică și arhitectura peisagistică sugerează că parcul a fost unul de stil landșaft, amenajat pe o pantă aleasă special, cu o suprafață geomorfologică foarte reușită. Parcul este lipsit de o zonă de protecție, caracteristică majorității parcurilor de acest gen din republică. Poziționarea parcului pe pantă protejează plantele de vânturile nord-estice, dar nu și de cele nord-vestice, care sunt mai periculoase speciilor de proveniență sudică. Aceasta explică acapararea atât de rapidă a parcului de către flora autohtonă.
Cele mai frumoase peisaje se găsesc în preajma locului unde era fostul conac, unde se întinde poiana cea mai mare. O a doua poiană poate fi localizată în mijlocul parcului, dar aceasta este închisă și neîngrijită.

## Galerie de imagini

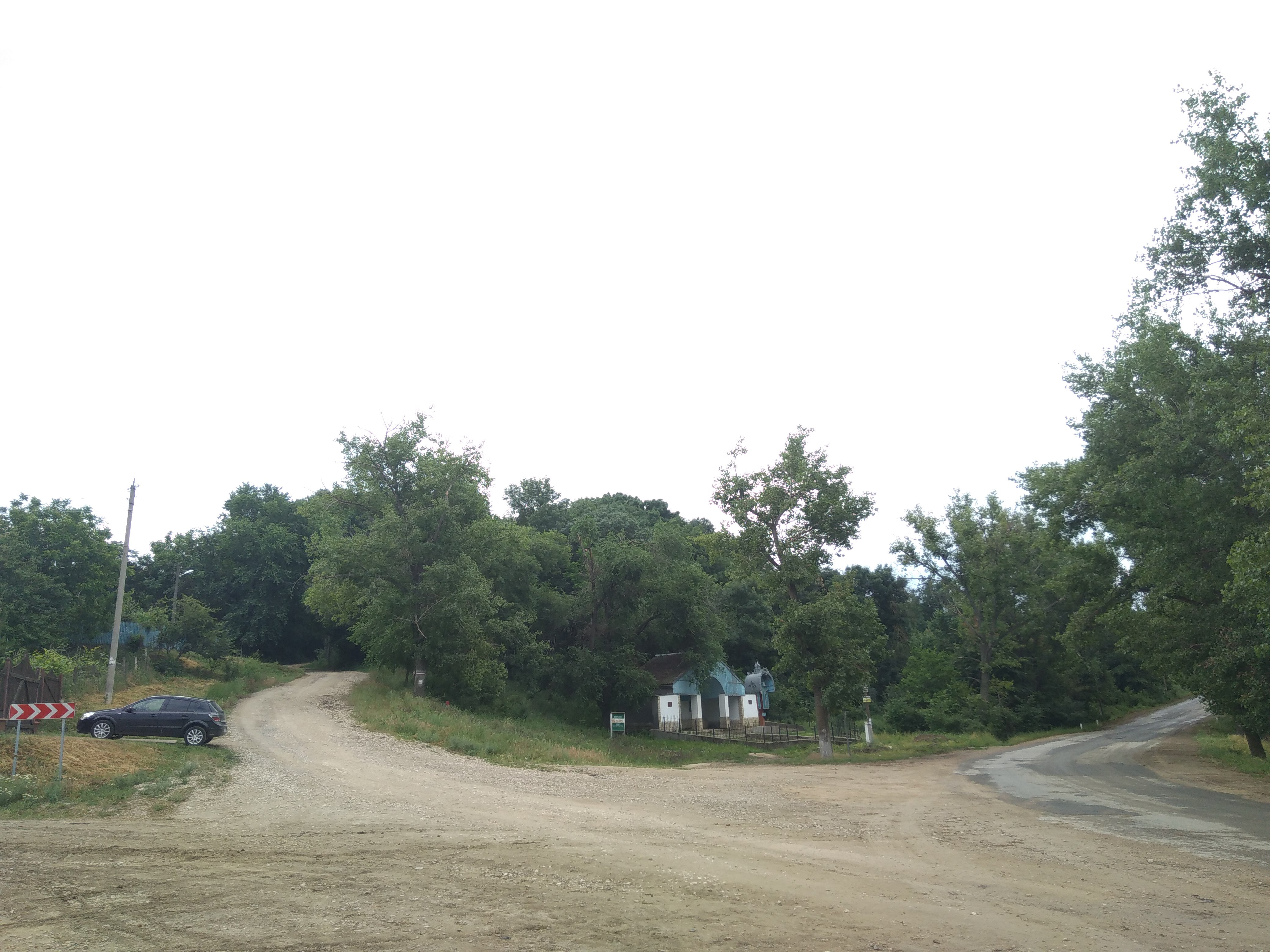
Intrarea în parc (drumul din stânga), lângă drumul Bălăbănești-Cimișeni
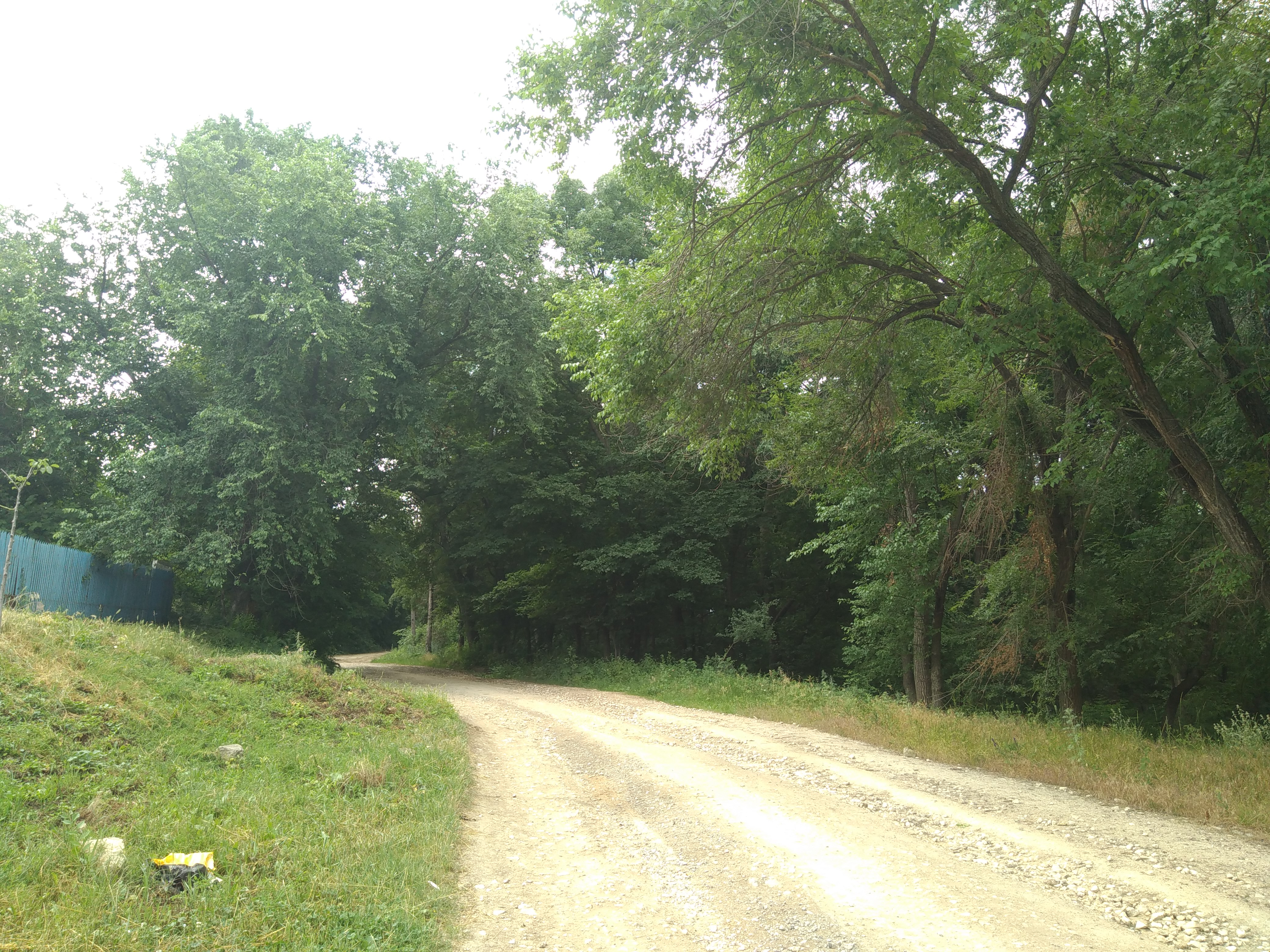
Drumul de acces
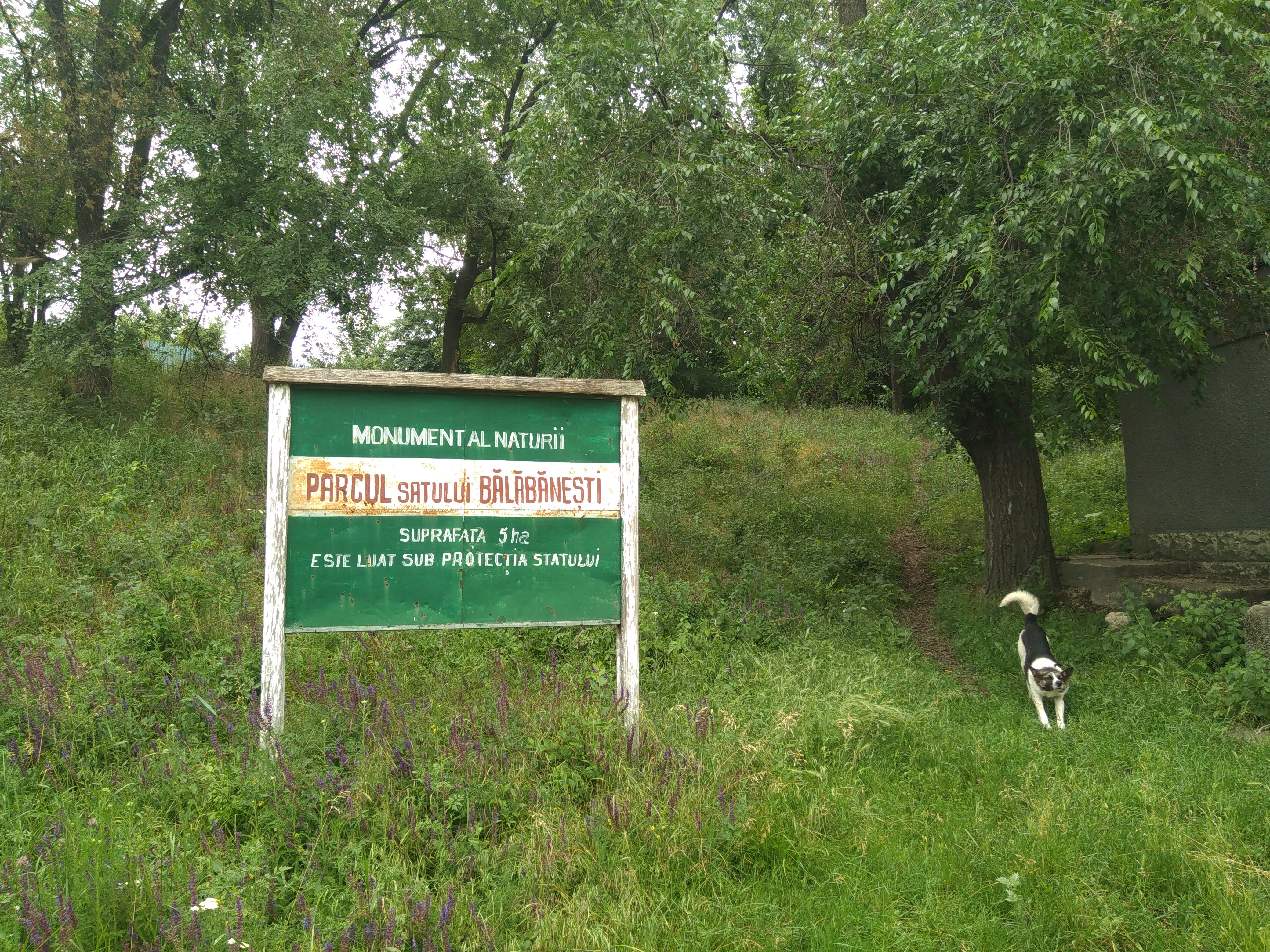
Panoul de la intrare
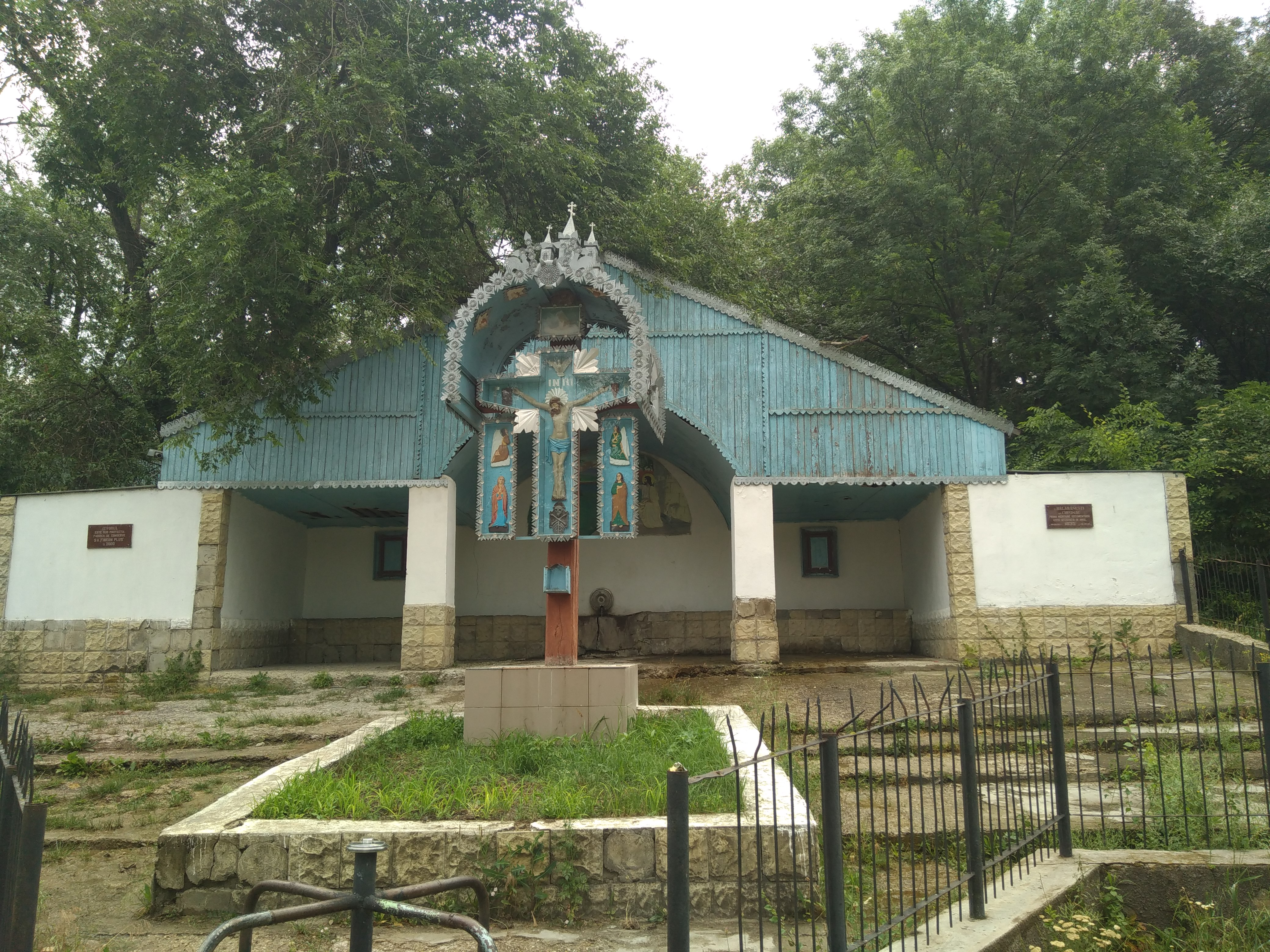
Cișmeaua de la intrare
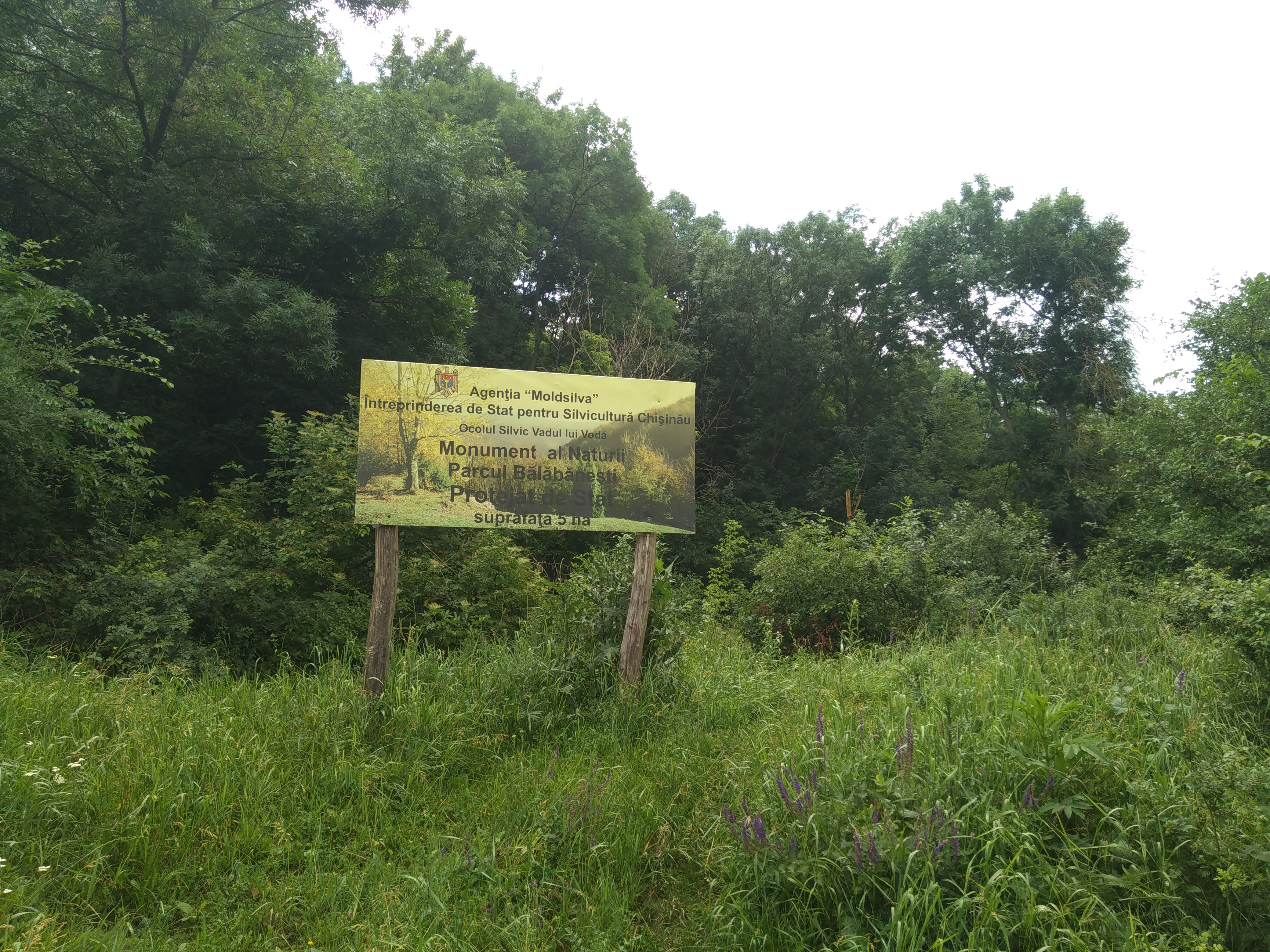
Al doilea panou informativ
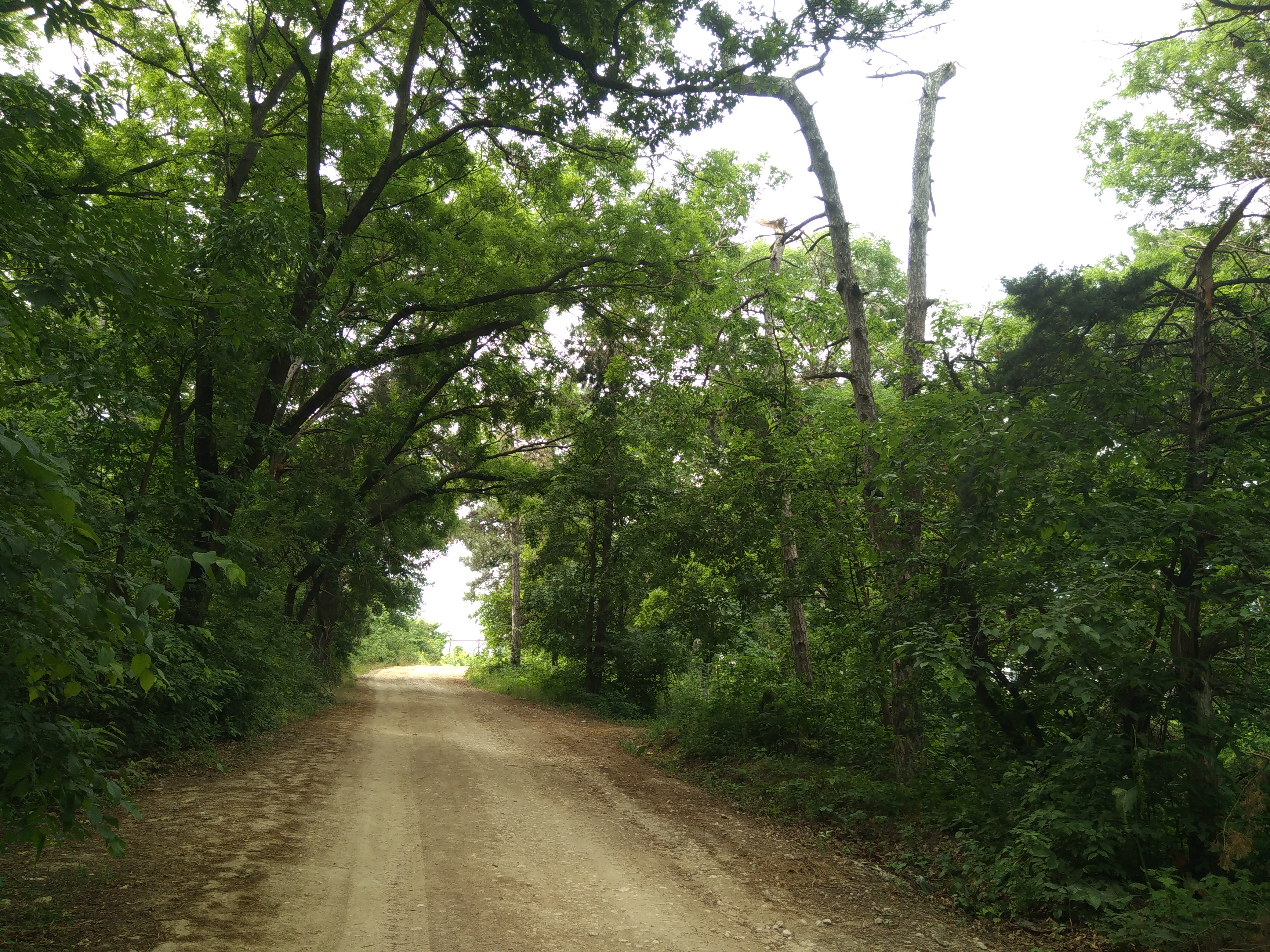
Drumul principal: Maclura pe partea stângă și conifere pe partea dreaptă
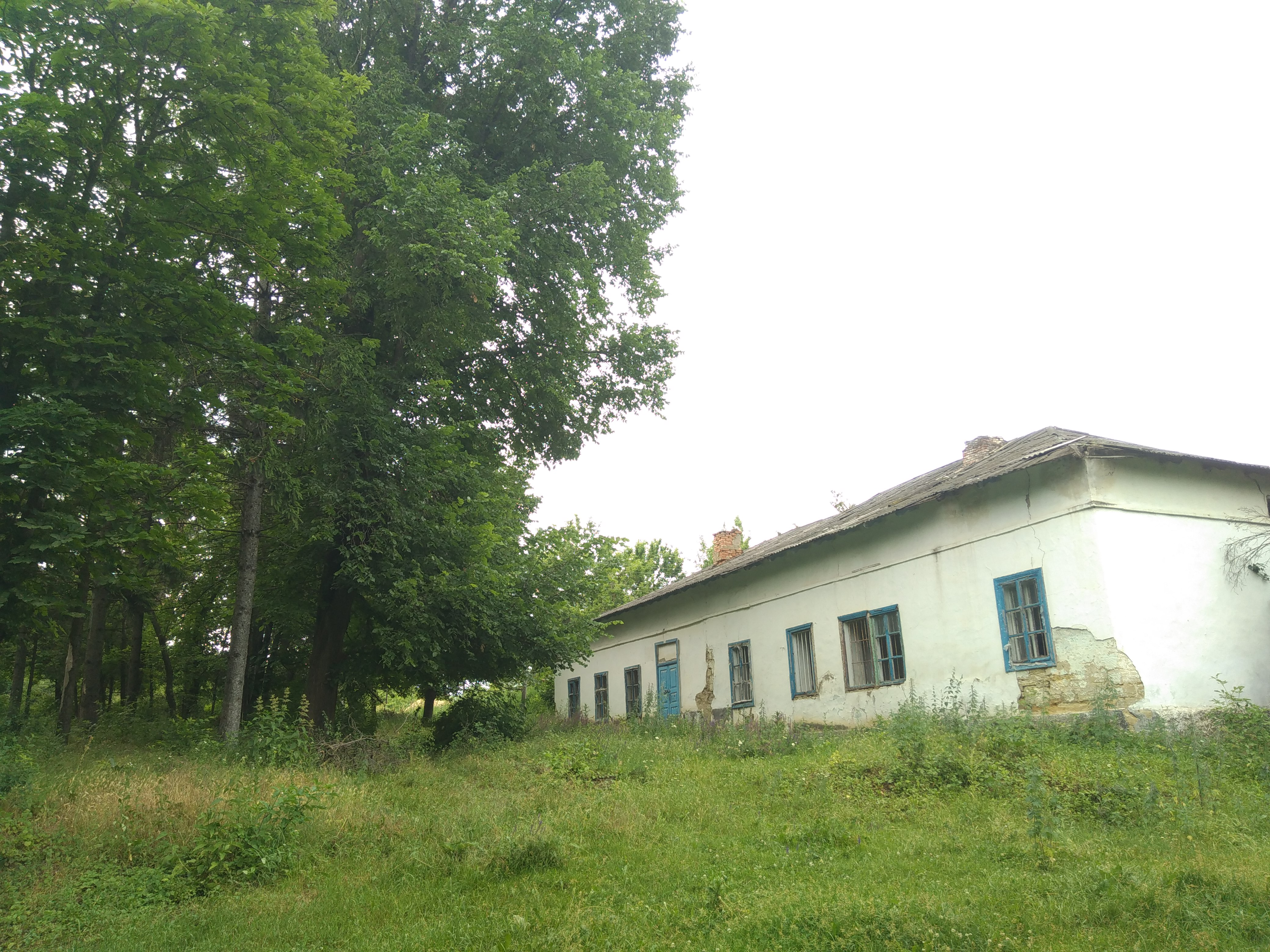
Sufrageria
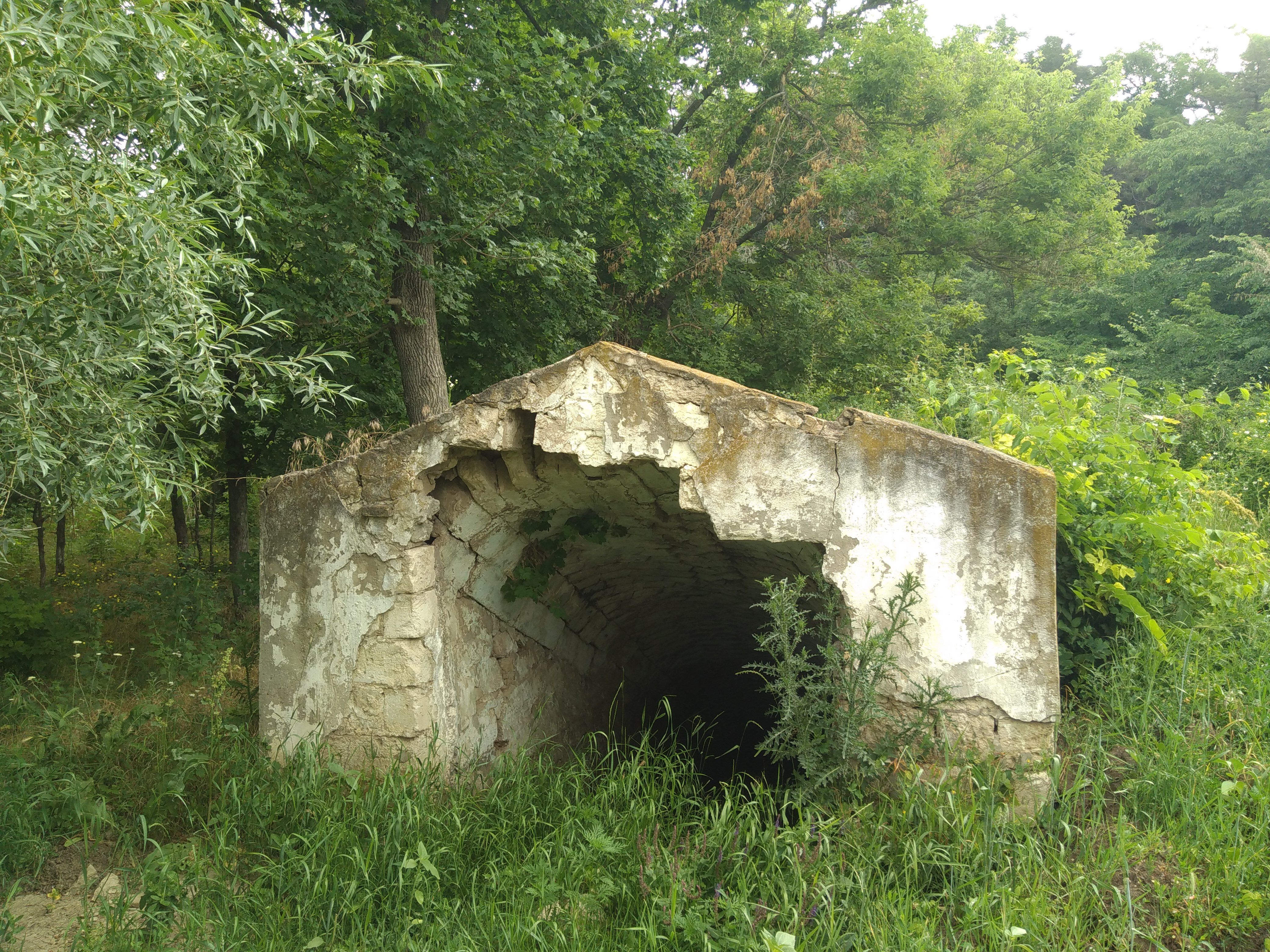
Bordei
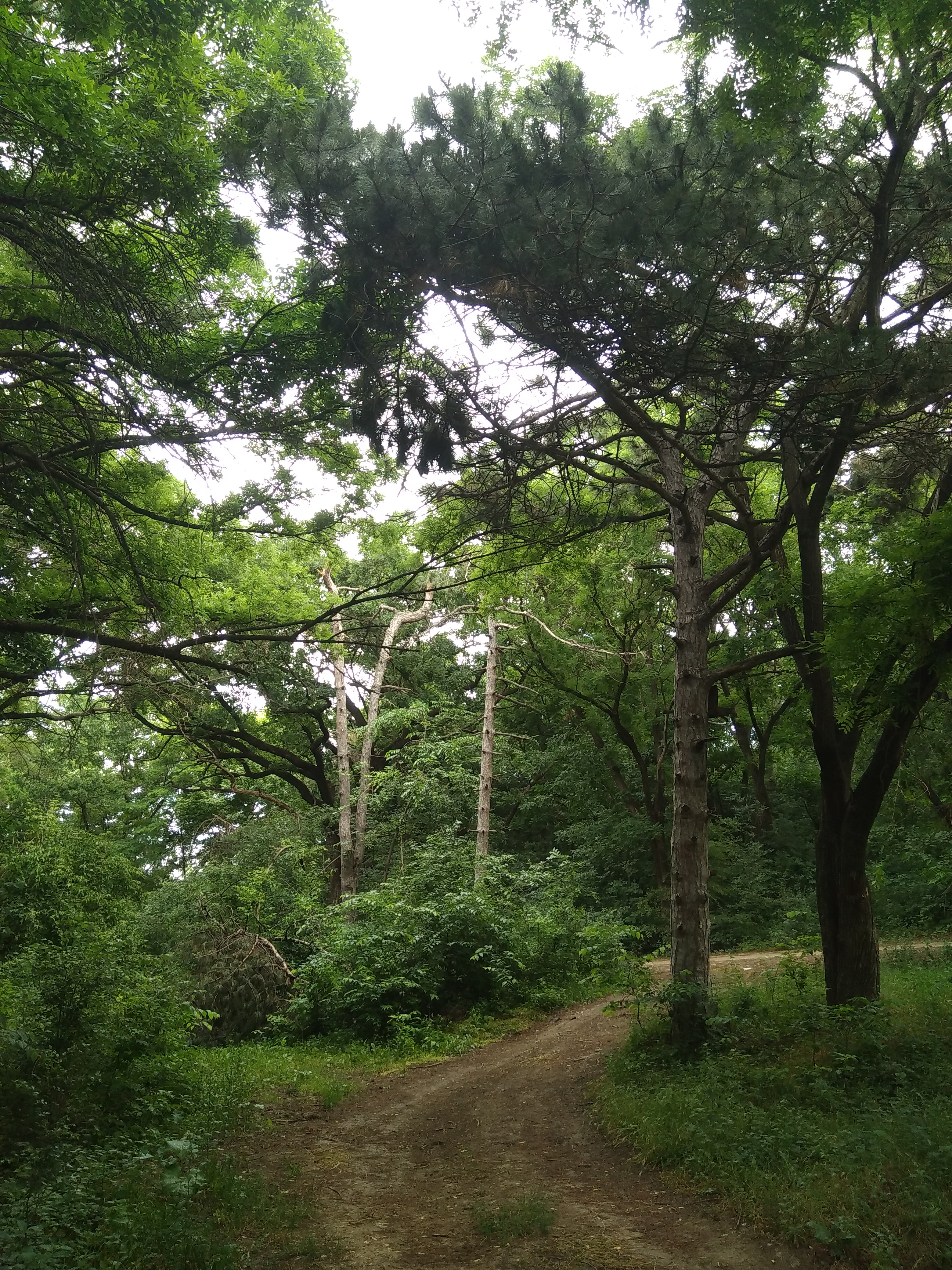
Pini în preajma fostului conac
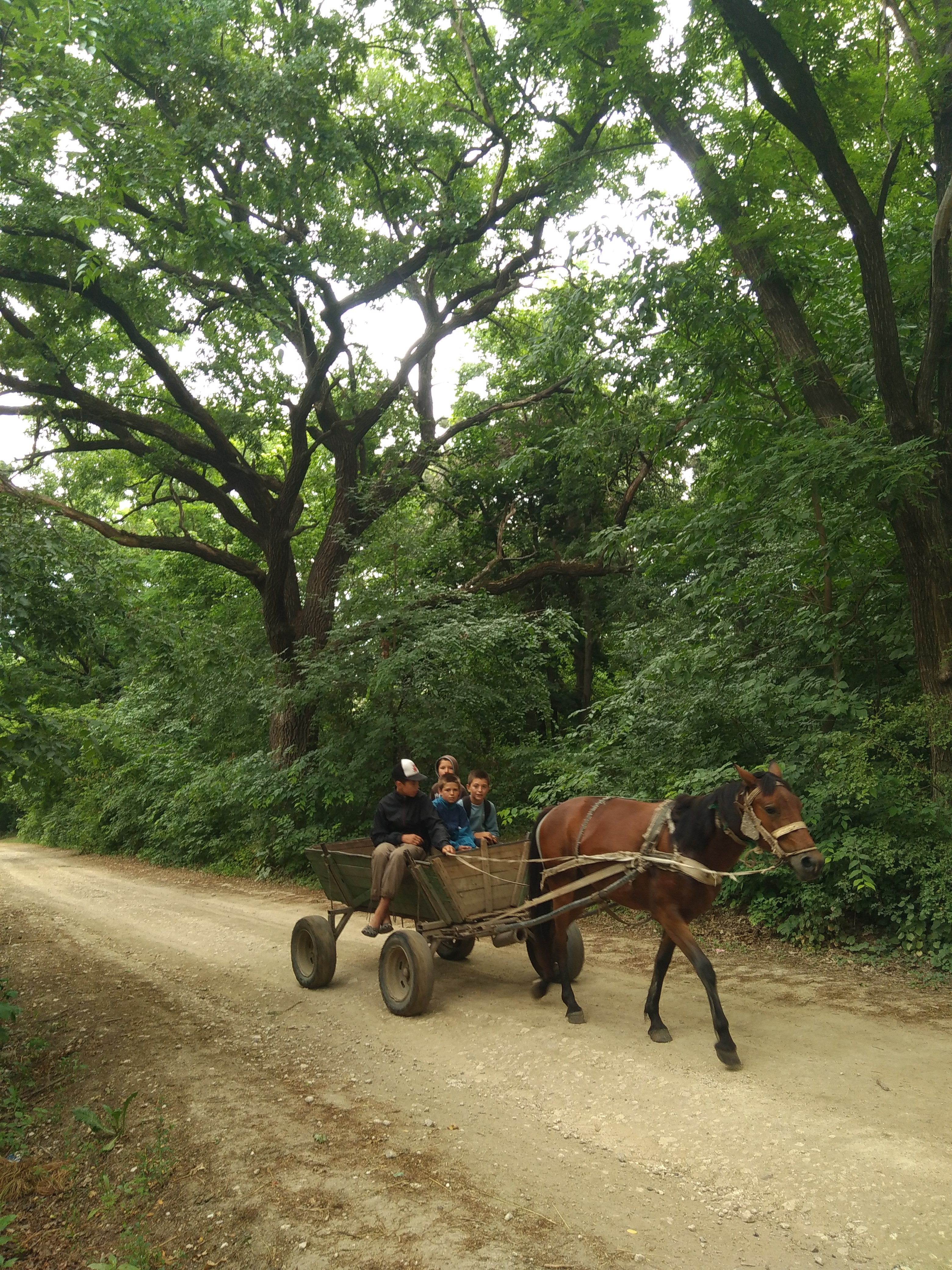
Căruță în parc